# Miski Mlînî, Zinkiv
Miski Mlînî (în ucraineană Міські Млини) este un sat în așezarea urbană Opișnea din raionul Zinkiv, regiunea Poltava, Ucraina.

## Demografie
Componența lingvistică a localității Miski Mlînî
     Ucraineană (97,4%)
     Rusă (2,16%)
Conform recensământului din 2001, majoritatea populației localității Miski Mlînî era vorbitoare de ucraineană (97,4%), existând în minoritate și vorbitori de rusă (2,16%).